# Echimyidae
Famille
Les Echimyidae sont une famille de rongeurs divisée en sous-familles toutes originaires d'Amérique latine, comprenant des « rats épineux », terrestres, arboricoles ou aquatiques.

## Histoire
Cette famille a été décrite pour la première fois en 1825 par le zoologiste britannique John Edward Gray (1800-1875) . 
Auparavant classées dans cette famille, la sous-famille des Chaetomyinae Thomas, 1897 a été placée sous Erethizontidae. Pour sa part, la sous-famille des Myocastorinae Ameghino, 1902, qui comprend uniquement le ragondin, est à présent de préférence classée dans la famille des Myocastoridae.

## Liste des sous-familles
Selon Mammal Species of the World (version 3, 2005)  (27 sept. 2012) et ITIS (27 sept. 2012) :
- sous-famille Dactylomyinae Tate, 1935
- sous-famille Echimyinae Gray, 1825
- sous-famille Eumysopinae Rusconi, 1935
- † sous-famille Heteropsomyinae Anthony, 1917

Selon Paleobiology Database (28 aout 2023) :
- sous-famille Adelphomyinae
- sous-famille Chaetomyinae
- sous-famille Dactylomyinae
- sous-famille Echimyinae - sous-famille type
- sous-famille Eumysopinae
- sous-famille Heteropsomyinae

## Liste des sous-familles et genres
Selon Mammal Species of the World (version 3, 2005)  (27 sept. 2012) :
- sous-famille Dactylomyinae
  - genre Dactylomys
  - genre Kannabateomys
  - genre Olallamys
- sous-famille Echimyinae
  - genre Callistomys
  - genre Diplomys
  - genre Echimys
  - genre Isothrix
  - genre Makalata
  - genre Phyllomys
- sous-famille Eumysopinae
  - genre Carterodon
  - genre Clyomys
  - genre Euryzygomatomys
  - genre Hoplomys
  - genre Lonchothrix
  - genre Mesomys
  - genre Proechimys
  - genre Thrichomys
  - genre Trinomys
- sous-famille † Heteropsomyinae
  - genre † Boromys
  - genre † Brotomys
  - genre † Heteropsomys

Selon Paleobiology Database (27 sept. 2012) :
- sous-famille Adelphomyinae
  - genre Carterodon
  - genre Caviocricetus
  - genre Cercomys
  - genre Chasichimys
  - genre Clyomys
  - genre Deseadomys
- sous-famille Echimyinae
  - genre Eumysops
  - genre Eumysops
  - genre Euryzygomatomys
- sous-famille Heteropsomyinae
  - genre Paradelphomys
  - genre Pattersomys
  - genre Prospaniomys
  - genre Protadelphomys
  - genre Quebradahondomys
  - genre Spaniomys
  - genre Thrichomys